# Lemina Mint El Kotob Ould Moma
Lemina Mint El Kotob Ould Moma (née le 31 décembre 1968 à F'Derick) est une femme politique mauritanienne, ministre, ayant mené notamment des actions dans le domaine de la gestion de l'eau.

## Carrière
Lemina Mint El Kotob Ould Moma détient divers diplômes et baccalauréats en sciences, administration publique et management en Mauritanie, au Maroc, et en France (à Paris et à Lyon). Elle est mariée et a quatre enfants .
Moma est ministre des Affaires sociales, de l'Enfance et de la Famille en 2008 au sein du gouvernement de Moulaye Ould Mohamed Laghdhaf. Elle devient ministre de l'Agriculture lors d'un remaniement ministériel le 2 septembre 2015. Elle reste en poste en 2017.
Peu après sa nomination au ministère de l'Agriculture, elle cherche à développer l'agriculture dans la vallée du fleuve Sénégal, en cherchant à accélérer la mise en œuvre des projets de gestion de l'eau financés par la Banque mondiale. Elle assiste à la cinquième conférence Afrimet des directeurs des services météorologiques et hydrologiques ouest-africains en avril 2016. Toujours en 2016, Moma organise un atelier avec des agriculteurs locaux à Kiffa et engage son ministère dans la construction de barrages et de digues pour préserver l'eau et assurer les récoltes.
Moma préside la 52e session du Comité inter-État de lutte contre la sécheresse au Sahel en mars 2017.
Elle quitte sa fonction de ministre de l'Agriculture le 5 août 2019.